# Trypoxylon
Trypoxylon is een geslacht van graafwespen (Crabronidae), dat wereldwijd voorkomt. De wetenschappelijke naam van het geslacht werd gepubliceerd door Pierre André Latreille in 1796.
Het geslacht omvatte in 2008, volgens Buschini, Borba en Brescovit, 359 soorten. De soortenlijst van het Institute for Biodiversity Science and Sustainability van de California Academy of Sciences, bijgewerkt tot 23 april 2016, vermeldt 631 soorten, plus een viertal fossiele.
Het zijn solitaire wespen; elk vrouwtje maakt een eigen nest uit leem of klei, dat bestaat uit een aantal rijen van cellen die er soms als "orgelpijpen" uitzien; elke rij bestaat uit 6 tot 8 cellen. Elke cel wordt voorzien van een verlamde spin als voedselvoorraad voor de larve. Het vrouwtje legt een groot ei op de verlamde spin en sluit dan de cel af met modder. De larve die uit het ei komt voedt zich met de spin om daarna te verpoppen. Kenmerkend voor dit geslacht is dat de mannetjes gewoonlijk het nest bewaken terwijl de vrouwtjes het bevoorraden, en ongewenste bezoekers zoals mieren of parasitaire vliegen wegjagen.

## Soorten
Deze soorten komen voor in Europa:
- T. albipes F. Smith, 1856
- T. attenuatum F. Smith, 1851
- T. beaumonti Antropov, 1991
- T. clavicerum Lepeletier & Serville, 1828
- T. deceptorium Antropov, 1991
- T. figulus (Linnaeus, 1758) - pottenbakkerswesp
- T. fronticorne Gussakowskij, 1936
- T. kolazyi Kohl, 1893
- T. kostylevi Antropov, 1985
- T. latilobatum Antropov, 1991
- T. medium Beaumont, 1945
- T. megriense Antropov, 1985
- T. minus Beaumont, 1945
- T. rubiginosum Gussakowskij, 1936
- T. scutatum Chevrier, 1867
- T. syriacum Mercet, 1906